# Promozione Puglia 1980-1981
Nella stagione 1980-1981 la Promozione era sesto livello del calcio italiano (il massimo livello regionale). Qui vi sono le statistiche relative al campionato in Puglia.
Il campionato è strutturato in vari gironi all'italiana su base regionale, gestiti dai Comitati Regionali di competenza. Promozioni alla categoria superiore e retrocessioni in quella inferiore non erano sempre omogenee; erano quantificate all'inizio del campionato dal Comitato Regionale secondo le direttive stabilite dalla Lega Nazionale Dilettanti, ma flessibili, in relazione al numero delle società retrocesse dal Campionato Interregionale e perciò, a seconda delle varie situazioni regionali, la fine del campionato poteva avere degli spareggi sia di promozione che di retrocessione.

## Girone A

### Aggiornamenti
L'A.S. Valenzano è stata retrocessa per non riscontrati motivi; al suo posto è stata riammessa in Promozione l'U.S. San Severo.

### Squadre partecipanti
| Club                         | Città                      |
| ---------------------------- | -------------------------- |
| A.S.C. Acquaviva             | Acquaviva delle Fonti (BA) |
| F.C. AVIS Edilsport Altamura | Altamura (BA)              |
| Pol. Arpifoggia              | Foggia                     |
| S.S. Cassano                 | Cassano Murge (BA)         |
| A.S. Castellana              | Castellana Grotte (BA)     |
| U.S. Corato                  | Corato (BA)                |
| A.S. Fidelis Andria          | Andria (BA)                |
| U.S. Giovinazzo              | Giovinazzo (BA)            |
| U.S. Modugno                 | Modugno (BA)               |
| Pol. Mola                    | Mola di Bari (BA)          |
| U.S. Noicattaro              | Noicattaro (BA)            |
| S.S. Pro Gioia               | Gioia del Colle (BA)       |
| U.S. Rutigliano              | Rutigliano (BA)            |
| A.C. Triggiano               | Triggiano (BA)             |
| A.S. Ruvo                    | Ruvo di Puglia (BA)        |
| U.S. San Severo              | San Severo (FG)            |

### Classifica finale
|  | Pos. | Squadra        | Pt | G  | V  | N  | P  | GF | GS | DR  |
|  | ---- | -------------- | -- | -- | -- | -- | -- | -- | -- | --- |
|  | 1.   | Noicattaro     | 38 | 30 | 13 | 12 | 5  | 33 | 19 | +14 |
|  | 2.   | Fidelis Andria | 38 | 30 | 13 | 12 | 5  | 30 | 17 | +13 |
|  | 3.   | Altamura       | 35 | 30 | 12 | 11 | 7  | 33 | 22 | +11 |
|  | 4.   | Acquaviva      | 32 | 30 | 10 | 12 | 8  | 24 | 15 | +9  |
|  | 5.   | San Severo     | 31 | 30 | 10 | 11 | 9  | 34 | 31 | +3  |
|  | 6.   | Triggiano      | 31 | 30 | 8  | 15 | 7  | 32 | 29 | +3  |
|  | 7.   | Mola           | 31 | 30 | 12 | 7  | 11 | 38 | 35 | +3  |
|  | 8.   | Ruvo           | 31 | 30 | 11 | 9  | 10 | 22 | 25 | -3  |
|  | 9.   | Rutigliano     | 29 | 30 | 7  | 15 | 8  | 26 | 29 | -3  |
|  | 10.  | Modugno        | 28 | 30 | 7  | 14 | 9  | 20 | 26 | -6  |
|  | 11.  | Pro Gioia      | 27 | 30 | 9  | 9  | 12 | 28 | 29 | -1  |
|  | 12.  | Arpifoggia     | 27 | 30 | 6  | 15 | 9  | 27 | 29 | -2  |
|  | 13.  | Corato         | 27 | 30 | 8  | 11 | 11 | 18 | 26 | -8  |
|  | 14.  | Cassano        | 26 | 30 | 8  | 10 | 12 | 27 | 35 | -8  |
|  | 15.  | Castellana     | 25 | 30 | 7  | 11 | 12 | 28 | 31 | -3  |
|  | 16.  | Giovinazzo     | 24 | 30 | 8  | 8  | 14 | 20 | 32 | -12 |

Legenda:

         Promosso nel Campionato Interregionale 1981-1982.
 Ammesso agli spareggi intergirone.
         Retrocesso in Prima Categoria 1981-1982.
Note:
Due punti a vittoria, uno a pareggio, zero a sconfitta.
Il Noicattaro ha ottenuto la promozione dopo aver battuto in uno spareggio l'ex aequo Fidelis Andria.
La Fidelis Andria, successivamente sconfitta agli spareggi promozione, è poi stata ammessa in Interregionale.

### Spareggio per il primo posto
|            | Risultato               |                | Luogo e data            |
| ---------- | ----------------------- | -------------- | ----------------------- |
| Noicattaro | 4-2 d.c.r. (0-0 d.t.s.) | Fidelis Andria | Taranto, 24 maggio 1981 |
|            |                         |                |                         |

## Girone B

### Squadre partecipanti
| Club                     | Città                     |
| ------------------------ | ------------------------- |
| U.S. Antonio Toma Maglie | Maglie (LE)               |
| Pol. Carovigno           | Carovigno (BR)            |
| A.C. Copertino           | Copertino (LE)            |
| S.S. Francavilla Calcio  | Francavilla Fontana (BR)  |
| U.S. Pro Italia Galatina | Galatina (LE)             |
| A.C. Virtus Gallipoli    | Gallipoli (LE)            |
| A.S. Ginosa              | Ginosa (TA)               |
| A.C. Locorotondo         | Locorotondo (BA)          |
| U.S. Lorenzo Mariano     | Scorrano (LE)             |
| A.C. Massafra            | Massafra (TA)             |
| A.C. Nardò               | Nardò (LE)                |
| A.C. Ostuni Sport        | Ostuni (BR)               |
| A.C. Putignano Calcio    | Putignano (BA)            |
| S.S. Racale              | Racale (LE)               |
| Pol. San Pietro          | San Pietro Vernotico (BR) |
| U.S. Tricase             | Tricase (LE)              |

### Classifica finale
|  | Pos. | Squadra              | Pt | G  | V  | N  | P  | GF | GS | DR  |
|  | ---- | -------------------- | -- | -- | -- | -- | -- | -- | -- | --- |
|  | 1.   | Toma Maglie          | 48 | 30 | 20 | 8  | 2  | 54 | 16 | +38 |
|  | 2.   | Nardò                | 41 | 30 | 15 | 11 | 4  | 53 | 17 | +36 |
|  | 3.   | Pro Italia Galatina  | 41 | 30 | 15 | 11 | 4  | 38 | 20 | +18 |
|  | 4.   | Ginosa               | 39 | 30 | 16 | 7  | 7  | 49 | 25 | +24 |
|  | 5.   | Ostuni               | 39 | 30 | 15 | 9  | 6  | 44 | 28 | +16 |
|  | 6.   | Massafra             | 33 | 30 | 11 | 11 | 8  | 37 | 33 | +4  |
|  | 7.   | Lorenzo Mariano      | 30 | 30 | 10 | 10 | 10 | 35 | 35 | 0   |
|  | 8.   | Carovigno            | 29 | 30 | 10 | 9  | 11 | 36 | 30 | +6  |
|  | 9.   | Locorotondo          | 29 | 30 | 9  | 11 | 10 | 28 | 26 | +2  |
|  | 10.  | Tricase              | 27 | 30 | 7  | 13 | 10 | 24 | 30 | -6  |
|  | 11.  | San Pietro Vernotico | 24 | 30 | 5  | 14 | 11 | 20 | 30 | -10 |
|  | 12.  | Virtus Gallipoli     | 22 | 30 | 5  | 12 | 13 | 33 | 56 | -23 |
|  | 13.  | Francavilla          | 20 | 30 | 6  | 8  | 16 | 20 | 44 | -24 |
|  | 14.  | Racale               | 19 | 30 | 7  | 5  | 18 | 25 | 55 | -30 |
|  | 15.  | Putignano            | 18 | 30 | 5  | 8  | 17 | 24 | 52 | -28 |
|  | 16.  | Copertino (-5)       | 16 | 30 | 5  | 11 | 14 | 22 | 45 | -23 |

Legenda:

         Promosso nel Campionato Interregionale 1981-1982.
 Ammesso agli spareggi intergirone.
         Retrocesso in Prima Categoria 1981-1982.
Note:
Due punti a vittoria, uno a pareggio, zero a sconfitta.
Il Galatina, sconfitto dall'ex aequo Nardò allo spareggio per il secondo posto, è poi stato ammesso in Interregionale.
Il Copertino è stato penalizzato con la sottrazione di 5 punti in classifica.

### Spareggio seconde classificate
|       | Risultato |                     | Luogo e data           |
| ----- | --------- | ------------------- | ---------------------- |
| Nardò | 5-0       | Pro Italia Galatina | Maglie, 24 maggio 1981 |
|       |           |                     |                        |

## Spareggio intergirone fra le seconde classificate
|       | Risultato |                | Luogo e data                   |
| ----- | --------- | -------------- | ------------------------------ |
| Nardò | 1-0       | Fidelis Andria | Martina Franca, 31 maggio 1981 |
|       |           |                |                                |

Nardò promosso nel Campionato Interregionale 1981-1982.